# Langenaubach (Rodach)
Der Langenaubach ist ein etwa 6 Kilometer langer linker und östlicher Zufluss der Rodach.

## Geographie

### Verlauf
Der Langenaubach nimmt seinen Anfang auf ca. 641 m ü. NHN etwas südwestlich von Geroldsgrün. Der Bach läuft durchweg etwa westlich und fast von Anfang an durch den gemeindefreien Geroldsgrüner Forst. Er passiert als einzigen Ort an seinem Lauf den Geroldsgrüner Ort Langenau, ein Einzelanwesen in einer von mehreren kleinen Gemeindeexklaven am Bach. Danach öffnet sich der Talgrund zu einer Wiesenaue. Der Bach wechselt über die Grenze des Landkreises Hof in den Landkreis Kronach und durchquert hier weiterhin in einem Waldgebiet den östlichen Teil des Marktes Steinwiesen. Wenige Meter nach dem Überqueren der Gemeindegrenze zu Markt Nordhalben mündet er südwestlich des Weilers Ködelberg auf dem gegenüberliegenden Höhenrücken und etwas vor dem Bahnhof Mauthaus von links und auf etwa 399 m ü. NHN in die Rodach.

### Zuflüsse
Eine Auswahl der Zuflüsse von der Quelle zur Mündung:
- Reinersgrundbach (rechts)
- Finsterbach (links)
- Stebenbach (rechts)